# Grande Prêmio da França de 1983
Resultados do Grande Prêmio da França de Fórmula 1 realizado em Paul Ricard em 17 de abril de 1983. Terceira etapa do campeonato, foi vencido pelo francês Alain Prost, da Renault, com Nelson Piquet em segundo pela Brabham-BMW e Eddie Cheever em terceiro pela Renault.

## Classificação

### Treinos oficiais
| Pos.    | Nº | Piloto               | Equipe        | Q1       | Q2       | Grid    |
| ------- | -- | -------------------- | ------------- | -------- | -------- | ------- |
| 1       | 15 | Alain Prost          | Renault       | 1:38.358 | 1:36.672 | —       |
| 2       | 16 | Eddie Cheever        | Renault       | 1:38.980 | 1:39.785 | + 2.308 |
| 3       | 6  | Riccardo Patrese     | Brabham-BMW   | 1:41.095 | 1:39.104 | + 2.432 |
| 4       | 28 | René Arnoux          | Ferrari       | 1:40.027 | 1:39.115 | + 2.443 |
| 5       | 11 | Elio de Angelis      | Lotus-Renault | 1:39.512 | 1:39.312 | + 2.640 |
| 6       | 5  | Nelson Piquet        | Brabham-BMW   | 1:39.601 | 1:39.746 | + 2.929 |
| 7       | 22 | Andrea de Cesaris    | Alfa Romeo    | 1:38.099 | 1:39.611 | + 2.939 |
| 8       | 23 | Mauro Baldi          | Alfa Romeo    | 1:41.215 | 1:39.618 | + 2.946 |
| 9       | 35 | Derek Warwick        | Toleman-Hart  | 1:43.038 | 1:39.881 | + 3.209 |
| 10      | 9  | Manfred Winkelhock   | ATS-BMW       | 1:40.233 | 1:44.997 | + 3.561 |
| 11      | 27 | Patrick Tambay       | Ferrari       | 1:40.393 | 1:40.488 | + 3.721 |
| 12      | 8  | Niki Lauda           | McLaren-Ford  | 1:41.065 | 1:41.492 | + 4.393 |
| 13      | 36 | Bruno Giacomelli     | Toleman-Hart  | 1:42.219 | 1:41.775 | + 5.103 |
| 14      | 7  | John Watson          | McLaren-Ford  | 1:41.838 | 1:42.448 | + 5.166 |
| 15      | 3  | Michele Alboreto     | Tyrrell-Ford  | 1:42.177 | 1:43.317 | + 5.505 |
| 16      | 1  | Keke Rosberg         | Williams-Ford | 1:42.450 | 1:42.551 | + 5.778 |
| 17      | 34 | Johnny Cecotto       | Theodore-Ford | 1:43.552 | 1:42.615 | + 5.943 |
| 18      | 12 | Nigel Mansell        | Lotus-Ford    | 1:43.320 | 1:42.650 | + 5.978 |
| 19      | 2  | Jacques Laffite      | Williams-Ford | 1:43.295 | 1:42.678 | + 6.006 |
| 20      | 25 | Jean-Pierre Jarier   | Ligier-Ford   | 1:42.808 | 1:42.737 | + 6.065 |
| 21      | 29 | Marc Surer           | Arrows-Ford   | 1:42.962 | 1:44.346 | + 6.290 |
| 22      | 33 | Roberto Guerrero     | Theodore-Ford | 1:43.367 | 1:43.602 | + 6.695 |
| 23      | 31 | Corrado Fabi         | Osella-Ford   | 1:45.638 | 1:43.411 | + 6.739 |
| 24      | 4  | Danny Sullivan       | Tyrrell-Ford  | 1:44.317 | 1:43.654 | + 6.982 |
| 25      | 26 | Raul Boesel          | Ligier-Ford   | 1:44.470 | 1:44.905 | + 7.798 |
| 26      | 30 | Chico Serra          | Arrows-Ford   | 1:44.778 | 1:45.859 | + 8.106 |
| 27      | 17 | Eliseo Salazar       | RAM-Ford      | 1:45.073 | 2:02.335 | + 8.401 |
| 28      | 32 | Piercarlo Ghinzani   | Osella-Ford   | 1:46.541 | 1:45.812 | + 9.140 |
| 29      | 18 | Jean-Louis Schlesser | RAM-Ford      | 1:45.866 | 1:46.102 | + 9.194 |
| Fontes: |    |                      |               |          |          |         |

### Corrida
| Pos.    | Nº | Piloto               | Construtor    | Voltas          | Tempo/Diferença  | Grid            | Pontos          |
| ------- | -- | -------------------- | ------------- | --------------- | ---------------- | --------------- | --------------- |
| 1       | 15 | Alain Prost          | Renault       | 54              | 1:34'13.913      | 1               | 9               |
| 2       | 5  | Nelson Piquet        | Brabham-BMW   | 54              | + 29.720         | 6               | 6               |
| 3       | 16 | Eddie Cheever        | Renault       | 54              | + 40.232         | 2               | 4               |
| 4       | 27 | Patrick Tambay       | Ferrari       | 54              | + 1'06.880       | 11              | 3               |
| 5       | 1  | Keke Rosberg         | Williams-Ford | 53              | + 1 volta        | 16              | 2               |
| 6       | 2  | Jacques Laffite      | Williams-Ford | 53              | + 1 volta        | 19              | 1               |
| 7       | 28 | René Arnoux          | Ferrari       | 53              | + 1 volta        | 4               |                 |
| 8       | 3  | Michele Alboreto     | Tyrrell-Ford  | 53              | + 1 volta        | 15              |                 |
| 9       | 25 | Jean-Pierre Jarier   | Ligier-Ford   | 53              | + 1 volta        | 20              |                 |
| 10      | 29 | Marc Surer           | Arrows-Ford   | 53              | + 1 volta        | 21              |                 |
| 11      | 34 | Johnny Cecotto       | Theodore-Ford | 52              | + 2 voltas       | 17              |                 |
| 12      | 22 | Andrea de Cesaris    | Alfa Romeo    | 50              | + 4 voltas       | 7               |                 |
| 13      | 36 | Bruno Giacomelli     | Toleman-Hart  | 49              | Câmbio           | 13              |                 |
| Ret     | 26 | Raul Boesel          | Ligier-Ford   | 47              | Motor            | 25              |                 |
| Ret     | 31 | Corrado Fabi         | Osella-Ford   | 36              | Motor            | 23              |                 |
| Ret     | 9  | Manfred Winkelhock   | ATS-BMW       | 36              | Turbo            | 10              |                 |
| Ret     | 8  | Niki Lauda           | McLaren-Ford  | 29              | Rolamento        | 12              |                 |
| Ret     | 23 | Mauro Baldi          | Alfa Romeo    | 28              | Acidente         | 8               |                 |
| Ret     | 30 | Chico Serra          | Arrows-Ford   | 26              | Câmbio           | 26              |                 |
| Ret     | 33 | Roberto Guerrero     | Theodore-Ford | 23              | Motor            | 22              |                 |
| Ret     | 4  | Danny Sullivan       | Tyrrell-Ford  | 21              | Embreagem        | 24              |                 |
| Ret     | 11 | Elio de Angelis      | Lotus-Renault | 20              | Pane elétrica    | 5               |                 |
| Ret     | 6  | Riccardo Patrese     | Brabham-BMW   | 19              | Vazamento d’água | 3               |                 |
| Ret     | 35 | Derek Warwick        | Toleman-Hart  | 14              | Superaquecimento | 9               |                 |
| Ret     | 12 | Nigel Mansell        | Lotus-Ford    | 6               | Cansaço físico   | 18              |                 |
| Ret     | 7  | John Watson          | McLaren-Ford  | 3               | Acelerador       | 14              |                 |
| DNQ     | 17 | Eliseo Salazar       | RAM-Ford      | Não qualificado | Não qualificado  | Não qualificado | Não qualificado |
| DNQ     | 32 | Piercarlo Ghinzani   | Osella-Ford   | Não qualificado | Não qualificado  | Não qualificado | Não qualificado |
| DNQ     | 18 | Jean-Louis Schlesser | RAM-Ford      | Não qualificado | Não qualificado  | Não qualificado | Não qualificado |
| Fontes: |    |                      |               |                 |                  |                 |                 |

## Tabela do campeonato após a corrida
| Pos     | Piloto          | Pontos |
| ------- | --------------- | ------ |
| 1       | Nelson Piquet   | 15     |
| 2       | Niki Lauda      | 10     |
| 3       | Alain Prost     | 9      |
| 4       | John Watson     | 9      |
| 5       | Jacques Laffite | 7      |
| Fontes: |                 |        |

| Pos     | Construtor    | Pontos |
| ------- | ------------- | ------ |
| 1       | McLaren-Ford  | 19     |
| 2       | Brabham-BMW   | 15     |
| 3       | Renault       | 13     |
| 4       | Ferrari       | 9      |
| 5       | Williams-Ford | 9      |
| Fontes: |               |        |

- Nota: Somente as primeiras cinco posições estão listadas. Entre 1981 e 1990 cada piloto podia computar onze resultados válidos por temporada não havendo descartes no mundial de construtores.